# Узунджово
Узунджово (болг. Узунджово) — село в Болгарии. Находится в Хасковской области, входит в общину Хасково. Население составляет 1 770 человек.

## Политическая ситуация
В местном кметстве Узунджово, в состав которого входит Узунджово, должность кмета (старосты) исполняет Ванчо Данчев Ванчев (независимый) по результатам выборов правления кметства.
Кмет (мэр) общины Хасково — Георги Иванов Иванов (коалиция партий: партия «Родина», демократический союз «Радикалы») по результатам выборов в правление общины.

## Культовые сооружения
- Храм Успения Пресвятой Богородицы